# Moerasbreedvleugeluil
De moerasbreedvleugeluil (Diarsia dahlii) is een nachtvlinder uit de familie van de uilen (Noctuidae). De wetenschappelijke naam van deze soort is voor het eerst geldig gepubliceerd door Jacob Hübner in 1813.

## Beschrijving
De voorvleugellengte bedraagt tussen de 15 en 18 millimeter. De soort is moeilijk op naam te brengen. De mannetjes hebben een roodbruine grondkleur, de vrouwtjes zijn meer rossig van kleur. Belangrijk kenmerk is de brede vleugel met gebogen costa. De rups is bruin en wordt 32 tot 35 millimeter lang.

## Levenscyclus
De rups van de moerasbreedvleugeluil is te vinden van september tot mei en overwintert. De soort is polyfaag op kruidachtige planten, struiken en loofbomen. De vlinder kent één generatie die vliegt van halverwege juli tot en met september. 

## Voorkomen
De soort komt verspreid voor van Noord- en Centraal-Europa via Noord- en Centraal-Azië tot China en Japan. De moerasbreedvleugeluil is in Nederland en België een zeer zeldzame soort. Een sterke populatie bevindt zich in het Bargerveen.